# Letters 〜感謝の手紙〜
『Letters 〜感謝の手紙〜』（レターズ かんしゃのてがみ）は、テレビ東京とBSジャパンで放送されていた教養番組・朗読番組である。製作局のテレビ東京では2011年4月7日から2014年3月27日まで放送。全153回。アステラス製薬の一社提供。
患者が医師に宛てて書いた感謝の手紙を、女性ナビゲーターが朗読していたミニ番組。ナビゲーターは、2013年9月までは塩田真弓（テレビ東京アナウンサー）が、その後は本上まなみが務めていた。

## 放送時間
いずれも日本標準時。
- 木曜 20時54分 - 21時00分（テレビ東京）
- 土曜 21時55分 - 22時00分（BSジャパン） - 2日遅れで放送。

## オープニングテーマ
- 桜（FUNKY MONKEY BABYS）
- ありがとう（いきものがかり）